# Rouses Point
Rouses Point är ett municipalsamhälle (village) i kommunen Champlain i Clinton County i delstaten New York. Vid 2020 års folkräkning hade Rouses Point 2 247 invånare.